# Tommaso Casini
Tommaso Casini (* 27. Februar 1859 in Pragatto, Crespellano; † 16. April 1917 in Bazzano) war ein italienischer Romanist und Historiker.

## Leben und Werk
Casini wuchs in Bazzano auf, machte 1877 Abitur in Modena und studierte in Bologna (bei  Giosuè Carducci), dann in Florenz (bei Adolfo Bartoli). Er promovierte dort 1881 mit der Tesa di laurea La coltura bolognese nei secoli XII e XIII (Turin 1883) und durchlief eine Karriere als Gymnasiallehrer und -verwalter an den Orten Arpino, Pisa (1884), Rom (1888), Pesaro (1890), Perugia, Cagliari, Ravenna und Modena (1896–1908). Dann war er Schulinspektor, Kabinettschef im Ministerium und schließlich von 1913 bis 1915 Professor an der Universität Padua.
Casinis Manuale di letteratura italiana ad uso dei licei (3 Bde., Florenz 1886–1891) war sehr erfolgreich und wurde in deutscher Übersetzung u. d. T. „Italienische Literatur“ in den Grundriss der romanischen Philologie von Gustav Gröber eingefügt (Zweiter Band. Dritte Abteilung, Straßburg 1901, S. 1–217).
In Italien war Casini vor allem bekannt als Kommentator der Werke von Dante Alighieri (zuerst 1885, bis in die Gegenwart aufgelegt).

## Weitere Werke
- Scritti Danteschi,  Città di Castello 1913
- Studi di poesia antica, Città di Castello 1913
- Ritratti e studi moderni, Mailand/Rom/Neapel 1914